# 김용준 (가수)
김용준(金勇俊, 1984년 9월 12일 ~ )은 대한민국의 남성 3인조 그룹 SG 워너비의 서브보컬 겸 리더다.

## 생애
사춘기 때 변성기가 마저 오지 못해 노래 부를 때 목소리에 미성기가 남아 있다고 한다. 

## 음반 목록

### 참여 앨범
- 2005년 9월 3일 : M To M 2집 〈M To M〉 - 《내가 있단걸》 피쳐링
- 2006년 7월 26일 : 걸프렌즈 1집 〈Another Myself〉 - 《All For You》 피쳐링
- 2006년 11월 16일 : 〈SG 워너비 & 브라운 아이드 걸스〉 - 《Must Have Love》, 《Must Have Friends》
- 2008년 6월 12일 : 옥주현 3집 〈Remind〉 - 《My Romeo》
- 2008년 9월 26일 씨야 3집 〈Brilliant Change〉 - 《가니》 피쳐링 with 황정음, Mario
- 2009년 6월 12일 : 〈우리 결혼했어요〉 - 《커플》 with 황정음, 《애증의 늪》
- 2010년 3월 4일 : 〈조영수 All Star 2.5〉 - 《사랑합니다》 with V.O.S
- 2010년 4월 26일 : KBS 월화드라마 〈부자의 탄생〉 O.S.T - 《Sun Shine》
- 2010년 5월 13일 : 〈Love Taste〉 - 《사랑맛》 with 제이미
- 2013년 7월 8일 : 《우리가 사랑하는 방법》 with 이보람(슈퍼스타K 2)
- 2022년 1월27일 :《 이쁘지나 말지 》

## 출연작

### 방송
- MBC 《우리 결혼했어요》 (with. 황정음)
- MBC 일일시트콤 《지붕뚫고 하이킥!》 - 카메오 출연
- MBC 《일요일 일요일 밤에》 - 단비
- MBC 《미스터리 음악쇼 복면가왕》 - 노래덕후 능력자
- MBC 《황금어장 라디오스타》
- Olive 《아바타셰프》 - 5화
- KBS2 《굿모닝 대한민국라이브》 - 핫 클릭 연예 ZOOM
- MBC 《놀면 뭐하니?》 (2021년)
- SBS F!L 《외식하는 날 버스킹》 (2022년)
- KBS2 《배틀트립2》 (2023년)
- 채널A 《요즘남자라이프 신랑수업》
- MBN 《한일톱텐쇼》 - 35회
- TV CHOSUN 《미스쓰리랑》 - 42회

### 라디오
- 2021년 네이버NOW 《김용준의 라라라디오》

## 수상 경력
- 2009년 MBC 방송연예대상 버라이어티부문 신인상